# کرد لرتپه
کرد لرتپه مربوط به دوران پیش از تاریخ ایران باستان - دوران‌های تاریخی پس از اسلام است و در شهرستان اورمیه، بخش بکشلوچای، روستای کردلر واقع شده و این اثر در تاریخ ۱ آبان ۱۳۴۴ با شمارهٔ ثبت ۴۴۳ به‌عنوان یکی از آثار ملی ایران به ثبت رسیده است.